# Hjälm
- Övre vänster: Modern militärhjälm.
- Övre höger: Tysk stålhjälm från andra världskriget.
- Undre vänster: Kvinna med cykelhjälm.
- Undre höger: Moderna ridhjälmar.

Hjälm är en huvudbonad för skydd av huvudet, för civilt eller militärt bruk. Hjälmar är ofta tillverkade i hårda material och används i farligt arbete, i sport, i strid och ibland av barn under lek. Den hålls ofta på plats av en rem som knyts eller spänns fast under hakan.
Vid kyligt väder kan en hjälmmössa användas under hjälmen. Den påminner i sitt utförande ofta om en hätta.
Ridhjälmen är en viktig del av ryttarens utrustning. För den som kör moped eller motorcykel är motorcykelhjälm obligatoriskt i många länder. Barn kan använda en lekhjälm för att inte skada sig under lek. De moderna militära stridshjälmarna är främst avsedda att skydda mot granatsplitter och gevärskulor.
Inom heraldiken finns ofta hjälmar som en del av ett heraldiskt vapen, ovanpå vapenskölden. Dessa hjälmars utseende anknyter närmast till de hjälmar som användes under medeltidens tornerspel.

## Etymologi
Ordet hjälm kommer av fornsvenska hiälmber som går tillbaka till germanskans helma- och är besläktat med sanskritens sárman-, med betydelseroten hölja, täcka. I svenska språket finns ordet dokumenterat till 1500-talet.

## Civilhjälmar
- bilhjälm
- brandhjälm (skyddshjälm)
- bygghjälm (skyddshjälm)
- crosshjälm
- cykelhjälm
- dykarhjälm
- ishockeyhjälm
- klätterhjälm
- lekhjälm
- mopedhjälm
- motorcykelhjälm
- ridhjälm
- skidhjälm
- skyddshjälm
- tropikhjälm

## Stridshjälmar
- bacinet
- barbuta(en)
- burgunderhjälm, burgunderhuva
- bygelhjälm
- galea
- glasögonhjälm
- hornhjälm(en)
- järnhatt, kittelhatt
- järnhuva(en)
- kamhjälm(en)
- kask
- korintisk hjälm
- maskhjälm(de)
- men (hjälm), kendohjälm
- militärhjälm
- morion, morian, päcknelika
- packenet, packnet
- pickelhuva
- pott (järn- eller stormhatt för ryttare)
- prakthjälm
- päronhjälm
- ribbhjälm
- salad
- stickhjälm(en)
- stormhatt (järnhatt med nedböjt brätte)
- stormhuva, kamphuva, zischägge(en)
- stormpott (stormhatt med brett axelstött brätte)
- stålhjälm
- tunnhjälm, kittelhjälm
- visirhjälm

## Bildgalleri

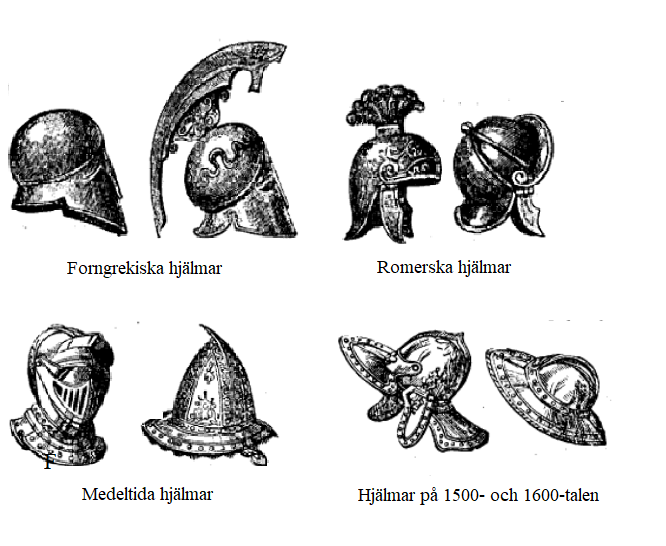
Exempel på historiska stridshjälmar.

## Hjälmdetaljer
- coif, kveif
- hjälmbrynja (nackskydd)
- hjälmbrätte
- hjälmdok
- hjälmgaller (hjälmvisir)
- hjälmhorn(en) (hjälmprydnad)
- hjälmkam(en) (hjälmprydnad)
- hjälmkant
- hjälmnät
- hjälmkant
- hjälmklocka, hjälmkalott
- hjälmprydnad
- hjälmtäcke (hjälmprydnad)
- hjälmunderlag
- hjälmvisir
- kindskenor (hjälmvisir)
- kindskydd
- maskeringstråd
- maskvisir (hjälmvisir)
- nackbrynja (nackskydd)
- nackskydd
- nackskärm (nackskydd)
- nässkena(en) (nässkydd)
- nässkydd
- panasch (hjälmprydnad)
- pannskärm
- strutvisir (hjälmvisir)
- öronskydd  (kindskydd)